# Wallbach (Bad Säckingen)
Wallbach ist ein Stadtteil von Bad Säckingen im Landkreis Waldshut im Südwesten Baden-Württembergs. Die ehemals selbständige Gemeinde wurde am 1. April 1972 eingemeindet. 

## Geografie

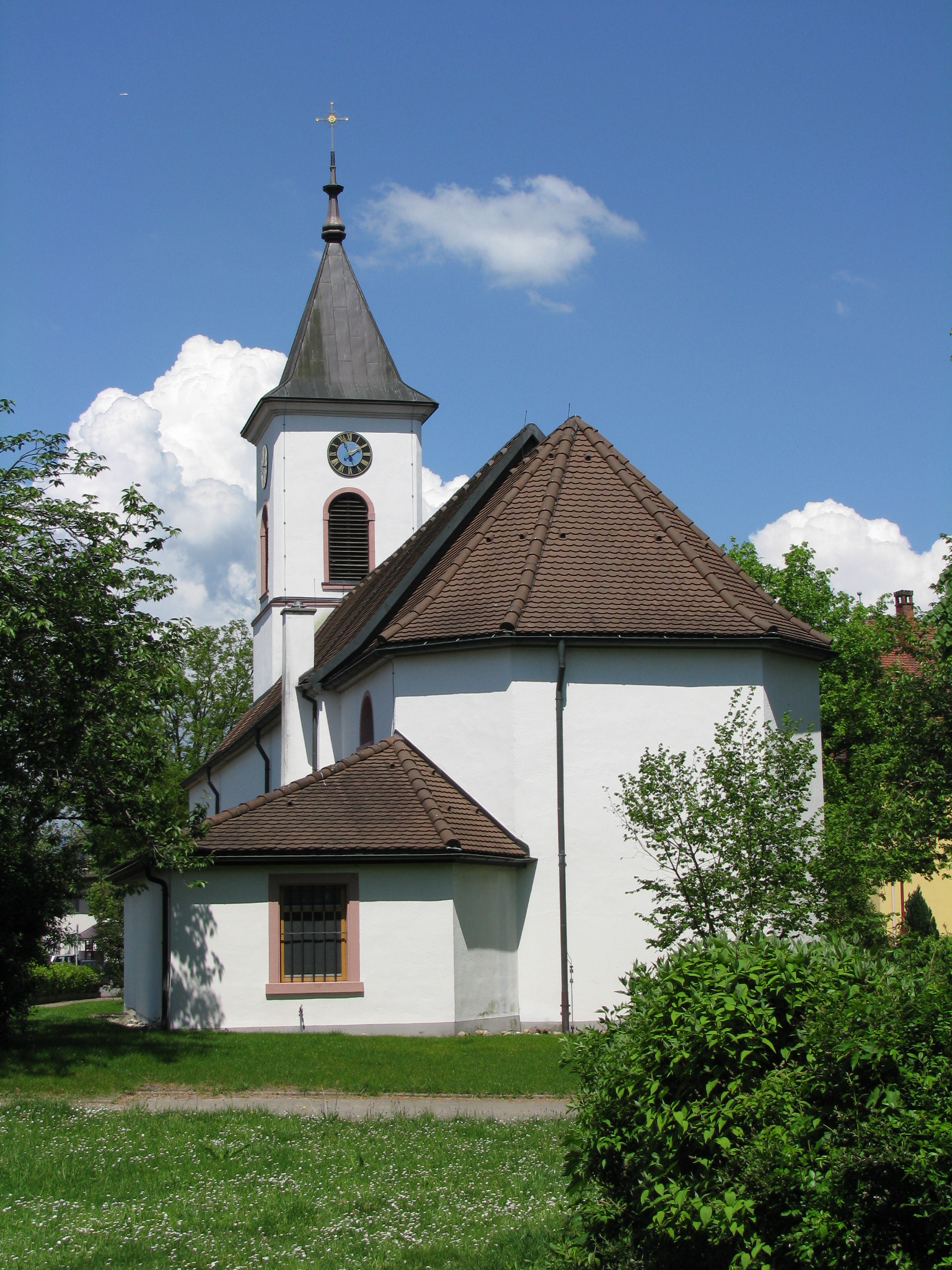
Kirche St. Maria

Wallbach liegt ca. zwei Kilometer westlich der Kernstadt. Es handelt sich um ein ländlich geprägtes Industriedorf direkt am Rhein. Wallbach ist von Bad Säckingen aus zu Fuß, mit dem Auto, öffentlichen Verkehrsmitteln und dem sogenannten Trompeterschiff zu erreichen.
Wallbach liegt nahe der Hochrheinbahn, hat aber keinen eigenen Bahnhof – erst im Rahmen des Ausbaus der trinationalen S-Bahn im Raum Basel soll es eine Bahnstation geben.

## Geschichte
Die Ansiedlung wurde durch eine Furt über den Rhein begünstigt. Der Ort Walabuck wird 1283 erstmals erwähnt. Seit jeher hat Wallbach enge Beziehungen zur gleichnamigen Schweizer Gemeinde auf der anderen Rheinseite.
Am 1. April 1972 wurde Wallbach in die Stadt Säckingen eingegliedert.

## Sonstiges
In Wallbach befindet sich auch das überregional bekannte Müllmuseum, das seit 3. Dezember 1991 existiert. Grundlage für die Sammlung war die Tätigkeit als Planierraupenfahrer, die der Gründer auf einer Mülldeponie ausübte.

## Politik
Seit der 2018 beschlossenen Abschaffung der unechten Teilortswahl in Bad Säckingen hat der Stadtteil Wallbach keine feste Anzahl von Vertretern im Gemeinderat von Bad Säckingen.

### Ortschaftsverfassung
Es gibt eine Ortsverwaltung mit einem Ortsvorsteher und zehn weiteren Ortschaftsräten.

### Wappen
Die Blasonierung des Wappens lautet: „In Silber auf grünem Boden ein stehender roter Hirsch neben einer aus dem rechten Schildrand kommenden Anhöhe mit drei zur Schildmitte hin größer werdenden grünen Tannen.“ Die Gemeinde lehnte 1912 einen Wappenentwurf des Generallandesarchivs Karlsruhe ab und führte ein seit der ersten Hälfte des 19. Jahrhunderts verwendetes Siegelbild als Wappen. Die heutigen Wappenfarben wurden dann 1968 vom Generallandesarchiv festgelegt.